# Taufbecken (Altorf)

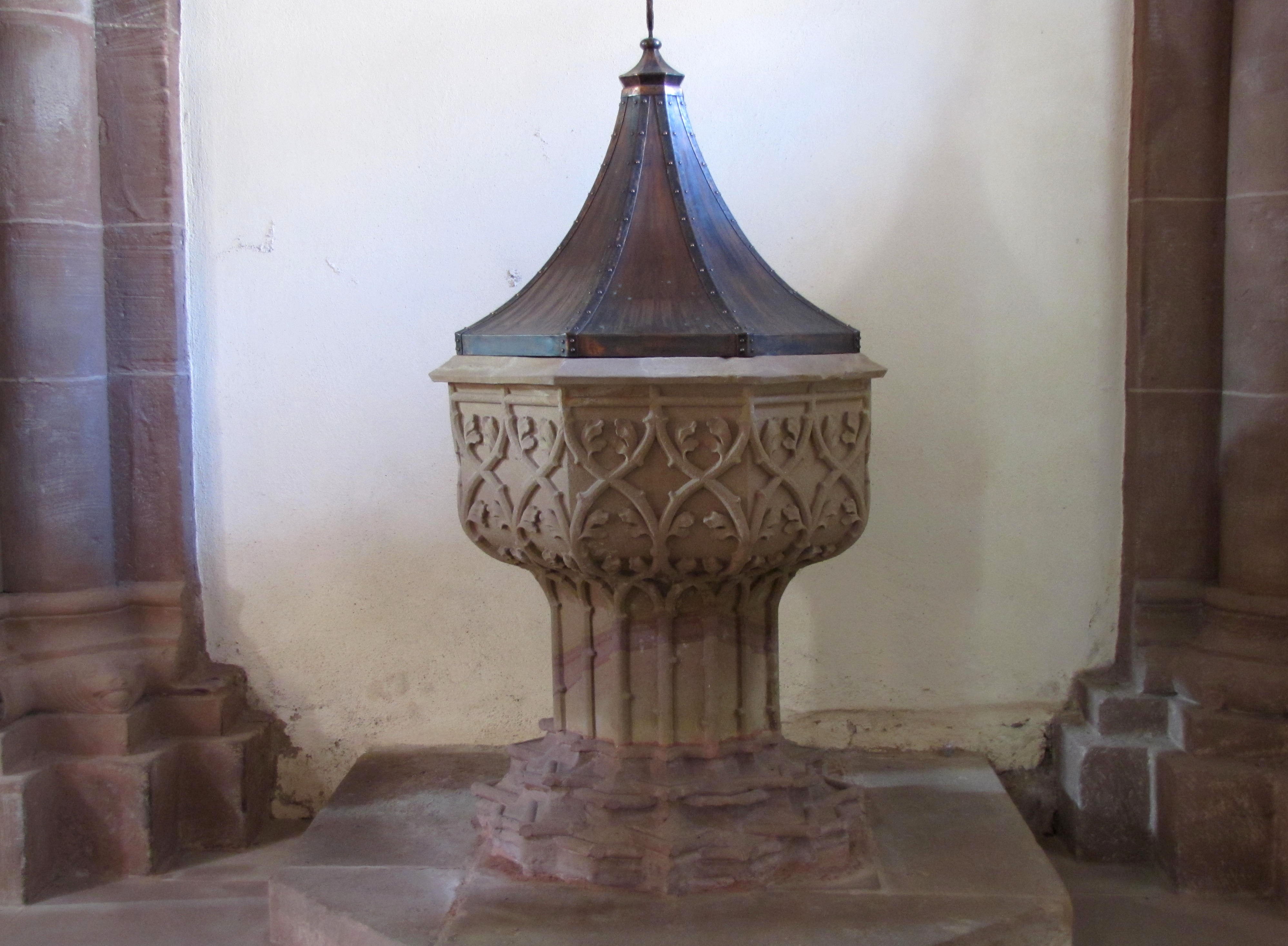
Taufbecken in Altorf

Das Taufbecken in der Kirche St-Cyriaque in Altorf, einer französischen Gemeinde im Département Bas-Rhin der Region Grand Est (bis 2015 Elsass), wurde Ende des 15. Jahrhunderts geschaffen. Im Jahr 1987 wurde das gotische Taufbecken als Monument historique in die Liste der geschützten Objekte (Base Palissy) in Frankreich aufgenommen.
Das 1,05 Meter hohe Taufbecken besteht aus zwei Sandsteinblöcken. Der eine bildet den polygonalen Sockel und der andere das achteckige Becken, das reich mit skulptierten Blättern geschmückt ist.
Ende der 1980er Jahre wurde das stark beschädigte Taufbecken von Jean-Luc Schické aus Colmar restauriert. Der Sockel wurde ersetzt und Risse wurden ausgebessert.
Der Deckel aus Kupfer stammt aus der Mitte des 20. Jahrhunderts.